# 무안군의 국회의원

## 행정구역 변천
- 1945년 8월 15일 전라남도 무안군
- 1969년 1월 1일 지도면·임자면·자은면·비금면·도초면·흑산면·하의면·장산면·안좌면·암태면·압해면에 신안군 설치
- 1983년 2월 15일 망운면이 운남면으로 분면

## 무안군의 역대 국회의원 일람
| 대수         | 이름           | 소속정당       | 임기                               | 선거구역                                                                                |
| ------------ | -------------- | -------------- | ---------------------------------- | --------------------------------------------------------------------------------------- |
| 제1대        | 김용현(金用鉉) | 한국민주당     | 1948년 5월 31일 - 1950년 5월 30일  | 무안군 갑: 이로면 삼경면 일로면 몽탄면 청계면 금성면 현경면 망운면 해제면               |
| 제1대        | 장홍염(張洪琰) | 한국민주당     | 1948년 5월 31일 - 1950년 5월 30일  | 무안군 을: 지도면 임자면 자은면 비금면 도초면 흑산면 하의면 장산면 안좌면 암태면 압해면 |
| 제2대        | 김용무(金用茂) | 민주국민당     | 1950년 5월 31일 - 1954년 5월 30일  | 무안군 갑: 이로면 삼향면 일로면 몽탄면 청계면 면성면 현경면 망운면 해제면               |
| 제2대        | 장홍염(張洪琰) | 민주국민당     | 민주국민당                         | 무안군 을: 지도면 임자면 자은면 비금면 도초면 흑산면 하의면 장산면 안좌면 암태면 압해면 |
| 제3대        | 신행용(申幸用) | 무소속         | 1954년 5월 31일 - 1958년 5월 30일  | 무안군 갑: 이로면 삼향면 일로면 몽탄면 청계면 면성면 현경면 망운면 해제면               |
| 제3대        | 유옥우(劉沃祐) | 자유당         | 1954년 5월 31일 - 1958년 5월 30일  | 무안군 을: 지도면 임자면 자은면 비금면 도초면 흑산면 하의면 장산면 안좌면 암태면 압해면 |
| 제4대        | 나판수(羅判洙) | 자유당         | 1958년 5월 31일 - 1960년 7월 28일  | 무안군 갑: 이로면 삼향면 일로면 몽탄면 청계면 무안면                                    |
| 제4대        | 유옥우(劉沃祐) | 민주당         | 1958년 5월 31일 - 1960년 7월 28일  | 무안군 을: 자은면 비금면 도초면 흑산면 하의면 장산면 안좌면 암태면                      |
| 제4대        | 김삭(金朔)     | 민주당         | 1958년 5월 31일 - 1960년 7월 28일  | 무안군 병: 현경면 망운면 해제면 지도면 임자면 압해면                                    |
| 제5대 민의원 | 김옥형(金玉衡) | 민주당         | 1960년 7월 29일 - 1961년 5월 16일  | 무안군 갑: 이로면 삼향면 일로면 몽탄면 청계면 무안면                                    |
| 제5대 민의원 | 유옥우(劉沃祐) | 민주당         | 1960년 7월 29일 - 1961년 5월 16일  | 무안군 을: 자은면 비금면 도초면 흑산면 하의면 장산면 안좌면 암태면                      |
| 제5대 민의원 | 주도윤(朱惠允) | 민주당         | 1960년 7월 29일 - 1961년 5월 16일  | 무안군 병: 현경면 망운면 해제면 지도면 임자면 압해면                                    |
| 제6대        | 배길도(裵吉道) | 민주공화당     | 1963년 12월 17일 - 1967년 6월 30일 | 무안군 일원                                                                             |
| 제7대        | 배길도(裵吉道) | 민주공화당     | 1967년 7월 1일 - 1971년 6월 30일   | 무안군 일원                                                                             |
| 제8대        | 임종기(林鍾基) | 신민당         | 1971년 7월 1일 - 1972년 10월 17일  | 무안군 일원                                                                             |
| 제9대        | 강기천(姜起千) | 민주공화당     | 1973년 3월 12일 - 1979년 3월 11일  | 목포시·무안군·신안군 일원                                                               |
| 제9대        | 김경인(金敬仁) | 민주통일당     | 1973년 3월 12일 - 1979년 3월 11일  | 목포시·무안군·신안군 일원                                                               |
| 제10대       | 최영철(崔永喆) | 민주공화당     | 1979년 3월 12일 - 1980년 10월 27일 | 목포시·무안군·신안군 일원                                                               |
| 제10대       | 임종기(林鐘基) | 신민당         | 1979년 3월 12일 - 1980년 10월 27일 | 목포시·무안군·신안군 일원                                                               |
| 제11대       | 최영철(崔永喆) | 민주정의당     | 1981년 4월 11일 - 1985년 4월 10일  | 목포시·무안군·신안군 일원(제3선거구)                                                    |
| 제11대       | 임종기(林鐘基) | 민주한국당     | 1981년 4월 11일 - 1985년 4월 10일  | 목포시·무안군·신안군 일원(제3선거구)                                                    |
| 제12대       | 최영철(崔永喆) | 민주정의당     | 1985년 4월 11일 - 1988년 5월 29일  | 목포시·무안군·신안군 일원(제3선거구)                                                    |
| 제12대       | 임종기(林鐘基) | 민주한국당     | 1985년 4월 11일 - 1988년 5월 29일  | 목포시·무안군·신안군 일원(제3선거구)                                                    |
| 제13대       | 박석무(朴錫武) | 평화민주당     | 1988년 5월 30일 - 1992년 5월 29일  | 무안군 일원                                                                             |
| 제14대       | 박석무(朴錫武) | 민주당         | 1992년 5월 30일 - 1996년 5월 29일  | 무안군 일원                                                                             |
| 제15대       | 배종무(裵鐘茂) | 새정치국민회의 | 1996년 5월 30일 - 2000년 5월 29일  | 무안군 일원                                                                             |
| 제16대       | 한화갑(韓和甲) | 새천년민주당   | 2000년 5월 30일 - 2004년 5월 29일  | 무안군·신안군 일원                                                                      |
| 제17대       | 한화갑(韓和甲) | 새천년민주당   | 2004년 5월 30일 - 2006년 12월 22일 | 무안군·신안군 일원                                                                      |
| 제17대       | 김홍업(金弘業) | 민주당         | 2007년 4월 26일 - 2008년 5월 29일  | 무안군·신안군 일원                                                                      |
| 제18대       | 이윤석(李潤錫) | 무소속         | 2008년 5월 30일 - 2012년 5월 29일  | 무안군·신안군 일원                                                                      |
| 제19대       | 이윤석(李潤錫) | 민주통합당     | 2012년 5월 30일 - 2016년 5월 29일  | 무안군·신안군 일원                                                                      |
| 제20대       | 박준영(朴晙瑩) | 국민의당       | 2016년 5월 30일 - 2018년 2월 18일  | 영암군·무안군·신안군 일원                                                               |
| 제20대       | 서삼석(徐參錫) | 더불어민주당   | 2018년 6월 13일 ~ 2020년 5월 29일  | 영암군·무안군·신안군 일원                                                               |
| 제21대       | 서삼석(徐參錫) | 더불어민주당   | 2020년 5월 30일 - 2024년 5월 29일  | 영암군·무안군·신안군 일원                                                               |
| 제22대       | 서삼석(徐參錫) | 더불어민주당   | 2024년 5월 30일 -                  | 영암군·무안군·신안군 일원                                                               |

## 같이 보기
- 목포시의 국회의원
- 신안군의 국회의원
- 영암군의 국회의원
- 무안군 (1988년 선거구)
- 무안군·신안군
- 영암군·무안군·신안군